# Bim bum bam (film)
Bim bum bam è un film di genere commedia del 1981, diretto da Aurelio Chiesa.

## Trama
Riviera romagnola, anni sessanta. Tre giovani amici, Bibì, Nello e Macio, sono promettenti calciatori che, alla vigilia del 1968, sognano di entrare a far parte della locale squadra di calcio di Serie A. Nel frattempo giocano nella formazione primavera di una società provinciale. Macio, pur essendo il meno dotato, riesce nel suo intento, poiché il posto disponibile è uno soltanto, ma questo passaggio non migliora la sua vita, condizionandogli affetti e amicizie che inevitabilmente si riflettono nelle prestazioni sul campo, sempre più scarse a tal punto che, a retrocessione della squadra avvenuta, il suo allenatore lo spedisce a fare la riserva in una squadra di provincia. Nello si accontenta di un posto fisso come bancario, abbandonando ogni sogno di gloria; dal canto suo, Bibì, il più irrequieto dei tre, finisce in Sicilia, lontano da casa, a farsi le ossa in una squadra di Serie C.

## Produzione
Si tratta del film d'esordio dello sceneggiatore Aurelio Chiesa. Risulta iscritto al Pubblico registro cinematografico al n. 6.681 il 2 luglio 1979; presentato alla Commissione di Revisione Cinematografica, ottiene il visto di censura n. 75.448 del 1º agosto 1980, uscì nelle sale il 9 aprile 1981, ma incassò poco: soltanto 27.000.000 di lire
La colonna sonora del film è ricca di brani musicali: "Bim bum bam", interpretato dalla Schola Cantorum; "La partita", orchestra diretta da Nicola Samale; "L'allenamento", percussionista Michele Jannaccone; "La rivoluzione" (Mogol-Soffici), cantata da Hidalgo Serra; "La donna degli altri" (Rossi-Micheli), cantata da Luciano Tajoli; "Roberta" (Lepore-Taddeo), cantata da Peppino Di Capri; "Come nasce un amore", composta e cantata da Nico Fidenco; "Noi non ci saremo" (Verona-Pontiack), cantata dai Nomadi. Il film venne girato in interni negli studi Elios R.P.A., mentre gli esterni vennero girati a Bellaria-Igea Marina. Nella pellicola compaiono due vecchie glorie del cinema italiano: Renato Malavasi, qui al penultimo film, e Clelia Matania alla sua ultima interpretazione.
Massimo Bonetti venne doppiato da Alessandro Haber.
Alla fine del film, ambientato nel 1980, appare nei panni di un giovane giornalista che intervista Bibì il futuro doppiatore Fabrizio Mazzotta al suo unico ruolo in un film.

## Critica
«(...) Bim Bum Bam è il primo film del trentaquattrenne regista cesenate Aurelio Chiesa, tra le giovani leve più promettenti del nuovo cinema italiano. Un cinema che si sforza di trovare le proprie radici nei rilevanti mutamenti sociali e politici che hanno caratterizzato la storia del nostro paese negli ultimi anni, nell'impegno di comprenderli e di spiegare (e di spiegarsi) criticamente dove siano approdate l'euforia, la critica vitale di quel periodo. Una critica del riflusso probabilmente, ma pur sempre un approccio non privo di valenze significative. (...) Bim Bum Bam diviene quindi un apologo di questo fallimento, anche se il contesto in cui il film è girato lo giustifica magari a priori (...).» Valerio Spiga, Il Resto del Carlino, 10 aprile 1981.
«Qualche raro pizzico di ironia e rarissimi spunti umoristici (la folla durante la partita) non riescono a lievitare la pesantezza dell'insieme che sfiora i problemi senza impegnarsi nella loro esistenziale e complessa impostazione». Anonimo, Segnalazioni Cinematografiche del C.C.C., vol. 93°, 1982
Pino Farinotti, nel suo Dizionario, dà al film due stelle recensendolo così: «Anemico, questo primo lungometraggio di Chiesa, a metà strada tra un B movie sportivo americano e un film d'autore europeo con ambizioni di denuncia sociale».